# Рогоз (Марамуреш)
Рогоз (рум. Rogoz) насеље је у Румунији у округу Марамуреш у општини Таргу Лапуш. Oпштина се налази на надморској висини од 351 m.

## Становништво
Према подацима из 2002. године у насељу је живело 1589 становника, од којих су сви румунске националности.